# آپارتادروس
آپارتادروس (به اسپانیایی: Apartaderos) یک منطقهٔ مسکونی در ونزوئلا است که در مریدا واقع شده‌است. آپارتادروس ۳٬۵۴۱ نفر جمعیت دارد و ۳٬۵۰۵ متر بالاتر از سطح دریا واقع شده‌است. در آپارتادروس از آنجا که مکان آن در توندرا آلپاین واقع شده‌است آن را پارامو نامیدند. اغلب به دلیل تغییرات ناگهانی و شدید بر اثر ذوب روزانه یخ‌ها، گاهی اوقات به اصطلاح می‌گویند «تابستان در روز و زمستان در شب.»

## جستارهای وابسته

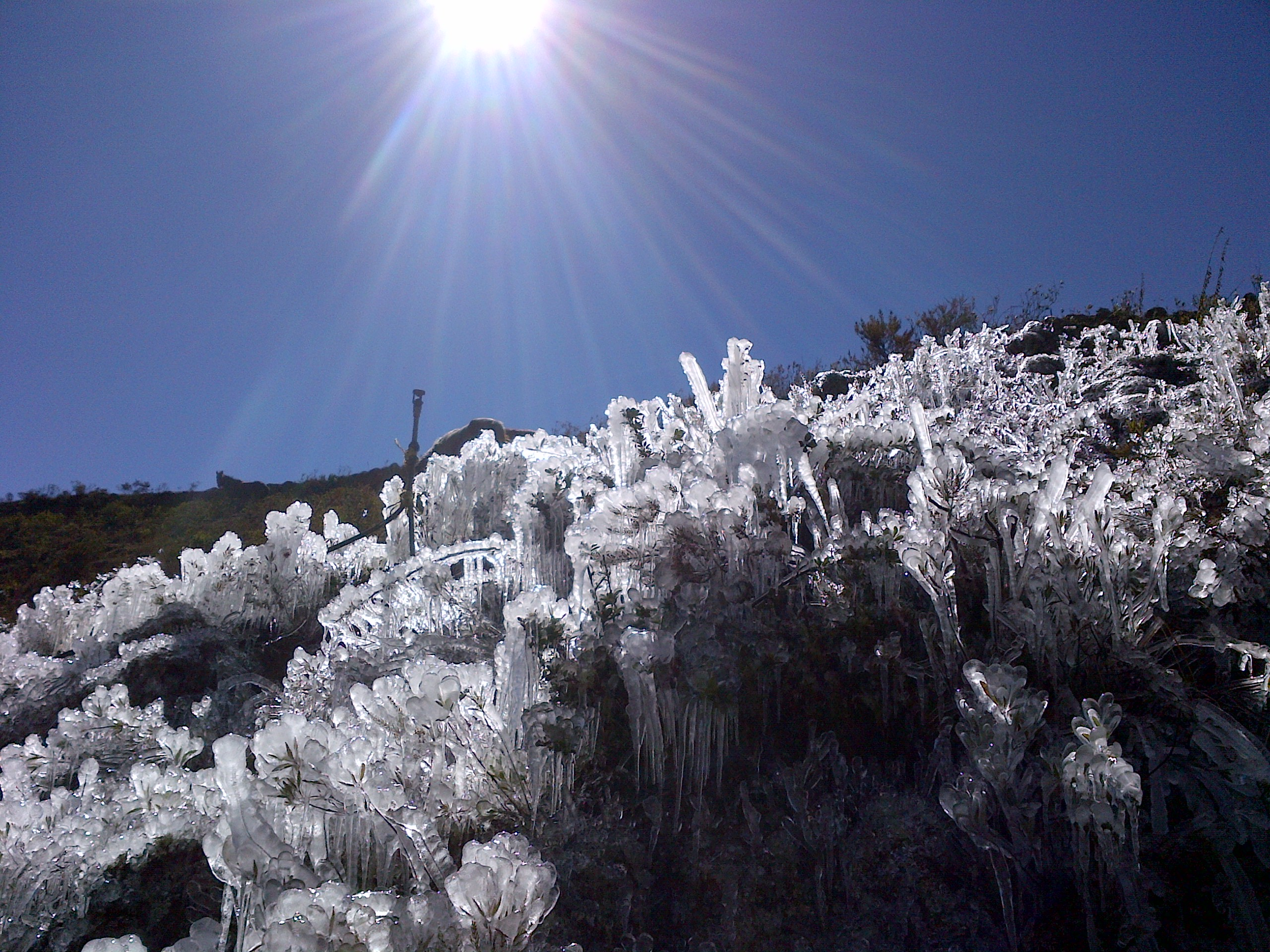